# 泰国亚洲航空
泰國亚洲航空（简称泰国亚航、泰亚航），成立於2003年12月8日，于2004年2月首航，由马来西亚低成本航空公司亚洲航空与泰国亚洲航运有限公司的合资成立，經營自曼谷和泰國其它城市出发的國內及國際航線。

## 历史
泰国亚洲航空最早由亚洲航空的创始人東尼·费南德斯和西那瓦集团合资创办。2004年2月3日，泰国国内航线首航成功；16日，首条国际航线，曼谷至新加坡首航成功。
根据泰国法律，泰国亚洲航空的股份必须至少51%由泰国股东持有，才能获得国内航线的经营许可。2006年初，淡马锡控股并购西那瓦集团一案使泰国亚航面临泰国股东占有股份低于这一比例的危险。2月15日，泰国亚航宣布股东结构作出调整。调整后，泰国本土公司亚洲航运有限公司（Asia Aviation Co. Ltd）持50%股份，亚洲航空国际有限公司（AirAsia International Limited，AAIL）持49%，剩下的1%由泰国亚航首席执行官、泰国公民Tassapon Bijleveld持有。亚洲航运有限公司在泰国注册，Sittichai Veerathummnoon和西那瓦集团各拥有其51%和49%的股份。至2007年5月22日，泰国亚洲航空的管理层已持有亚洲航运有限公司100%的股份。
2008年11月11日起，泰国亚洲航空与其母公司亚洲航空一起开始对旅客免除燃油附加费，而只收取机票本身的费用以及行政费和机场税，但於2011年5月3日恢復徵收國際線的稅項。
泰亚航的樞紐機場原先為素万那普机场，是惟一在該機場同时经营国内和国际航线的低成本航空公司，之後於2012年10月1日搬遷至曼谷廊曼國際機場營運。

## 目的地

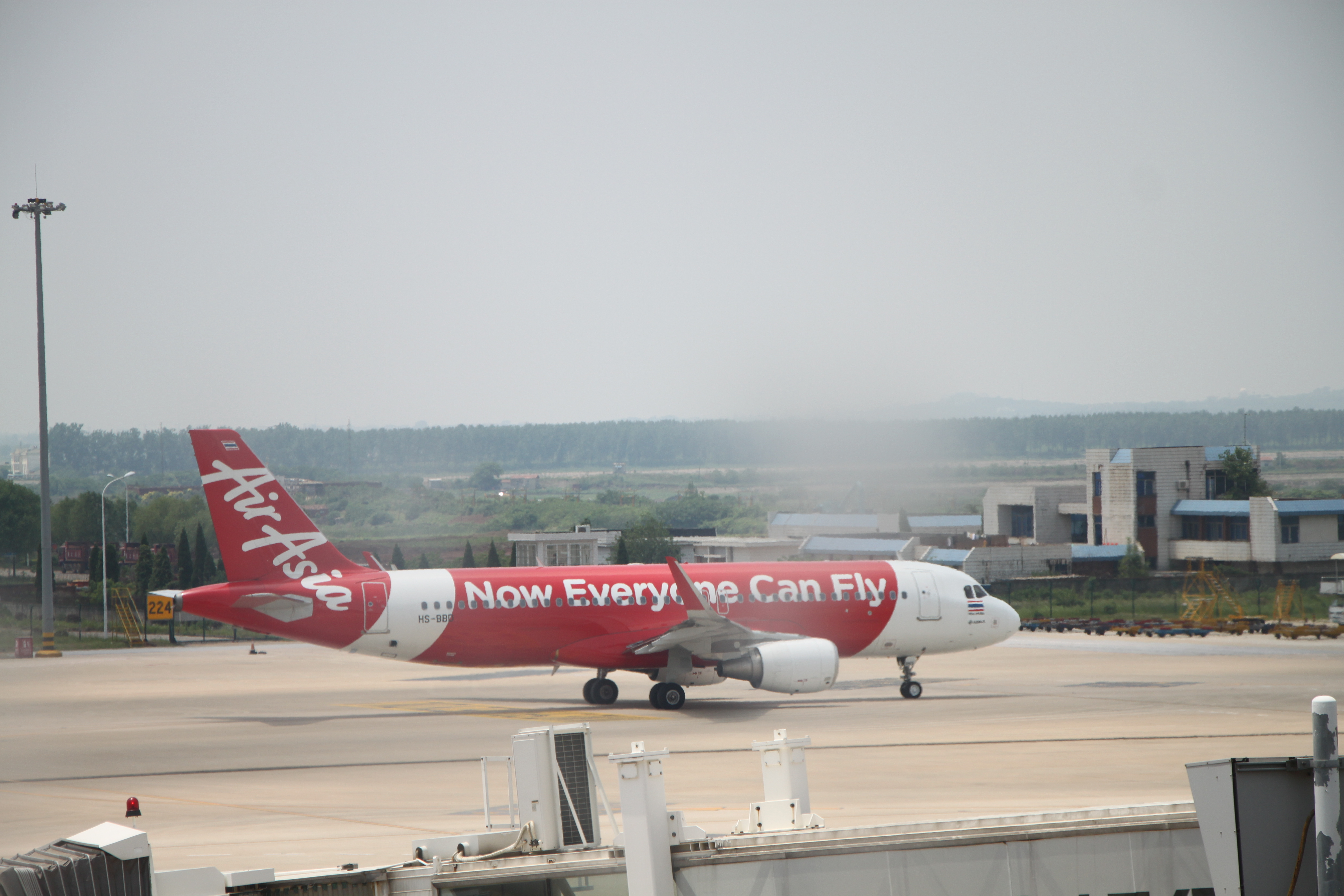
泰国亚航HS-BBD号客机在武汉天河机场

2004 年 2 月 3 日是泰亚航通航首日，当天开通曼谷至清迈、普吉和合艾三条国内航线；9 天后开通曼谷至孔敬航线。国际方面，2月16日成功从曼谷首航新加坡。同期还开通了曼谷至乌隆、清莱、呵叻三条国内航线和曼谷至新山、吉隆坡两条国际航线。6月开辟曼谷至亚庇航线。7 月 5 日，泰国亚航首航澳门成功，成为东南亚首家着陆澳门的廉价航空公司。创办以来，泰国亚洲航空的网络不断扩大，2005年3月成为获准进入中国内地的首家外国廉价航空公司，4月开通曼谷至厦门航线，2007年7月又新增曼谷至深圳航线。
2009年1月，泰国亚航增设曼谷至广州和印尼巴厘岛登巴萨两条航线。
泰亞航的現有航點如下：

### 泰國國內線

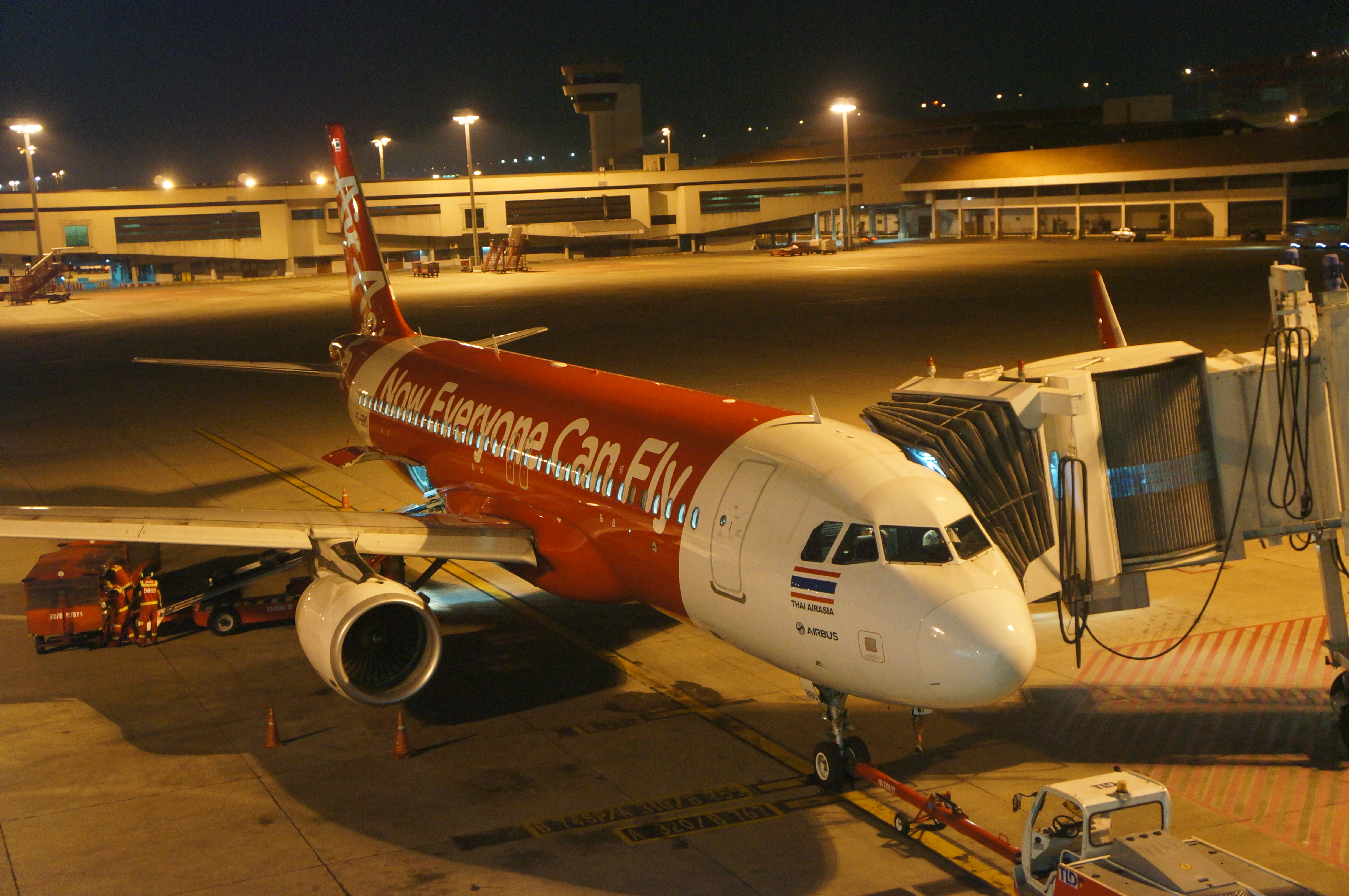
泰国亚航的一架飞机停靠在廊曼国际机场

- 曼谷[17]（主要樞紐）
- 清萊
- 清邁（次要樞紐）
- 烏隆他尼
- 烏汶叻差他尼
- 那空拍儂
- 普吉（次要樞紐）
- 素叻他尼
- 洛坤府
- 董里府
- 合艾
- 喀比
- 那拉提瓦

### 國際線
- 柬埔寨：金邊國際機場
- 印度：清奈、加爾各答
- 印度尼西亞：雅加達、峇里島
- 中国：重慶、西安、昆明、成都-天府、廣州、深圳、杭州、温州、揭陽[18]、武漢、長沙、梅州
- 香港：香港
- 澳門：澳門
- 马来西亚：吉隆坡、檳城、新山[17]
- 緬甸：曼德勒、仰光
- 新加坡：新加坡
- 越南：河內、胡志明市
- 中華民國：台北-桃園、高雄
- 日本：東京-成田(中停高雄)、那霸(直航/中停台北-桃園/中停香港)

## 服務
以下列舉的服務必須付費取得：

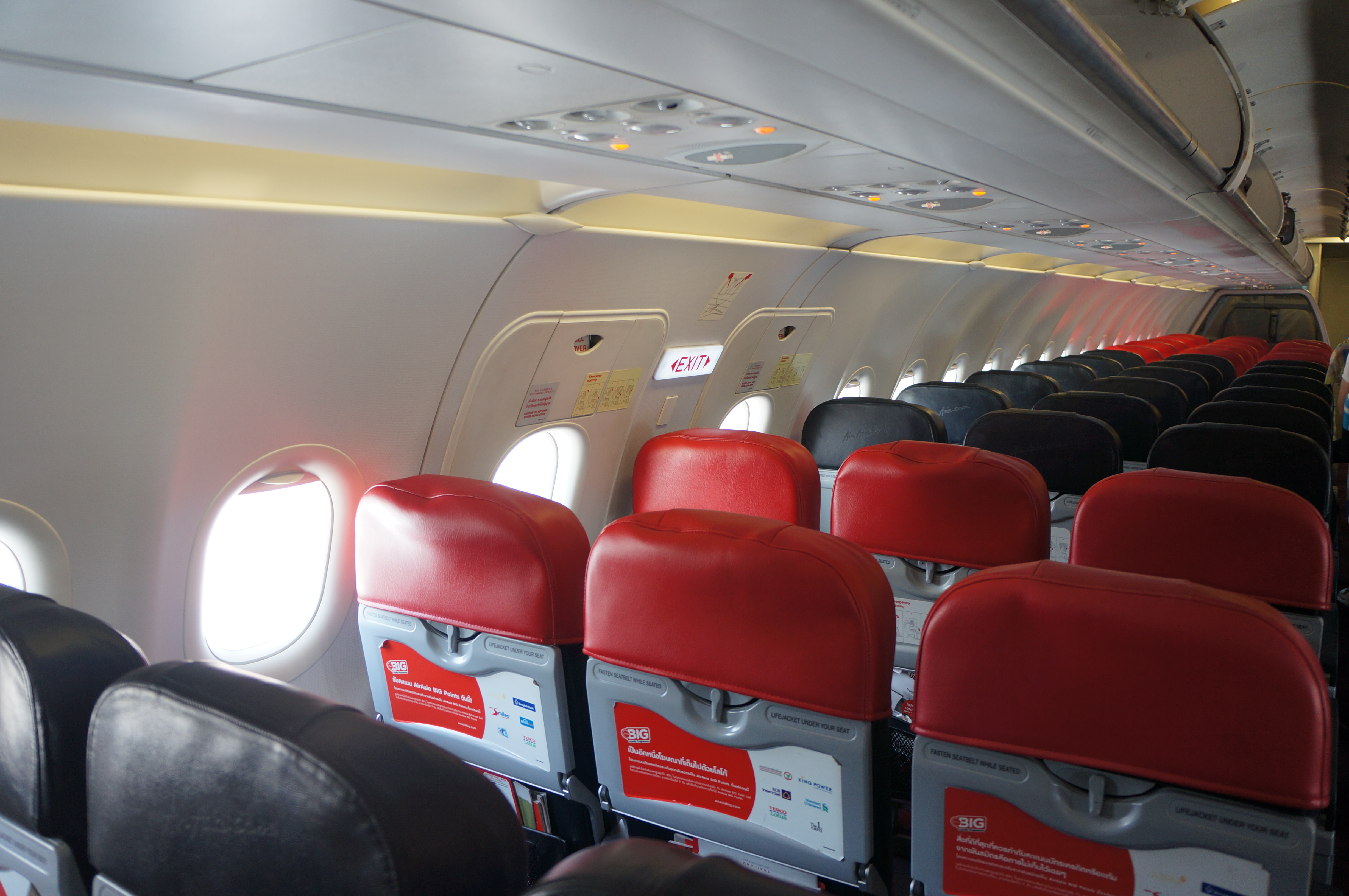
泰国亚洲航空机舱内部，红色坐席为「熱選座位」

- 行李託運額度：可選擇15至40公斤的託運額度，但在機場櫃台現場只能購買15公斤。事先於網路上購買可享有大幅折扣，行李超重將以公斤數計算。
- 餐點：有多國料理選擇，也提供素食餐點及兒童餐。事先於網路購買的費用也較低廉。
- 座位：由電腦自動分配，指定座位須付費。如果選擇腳部空間較大的「熱選座位」（Hot Seat），則需付更高的費用。
- 舒適用品：毛毯、枕頭及眼罩以套裝販售。

## 机队

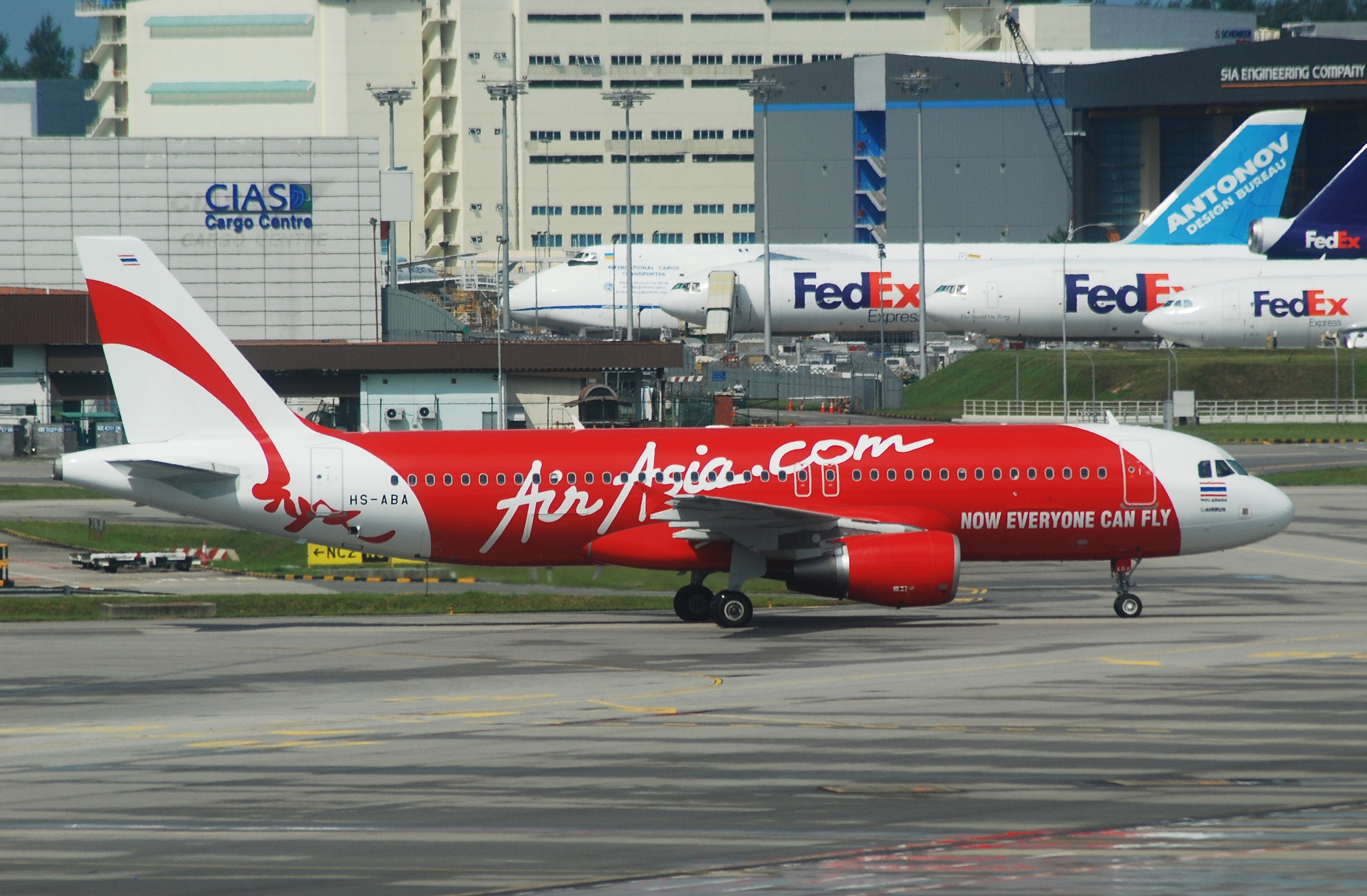
泰亚航空中客车A320客机在新加坡樟宜機場

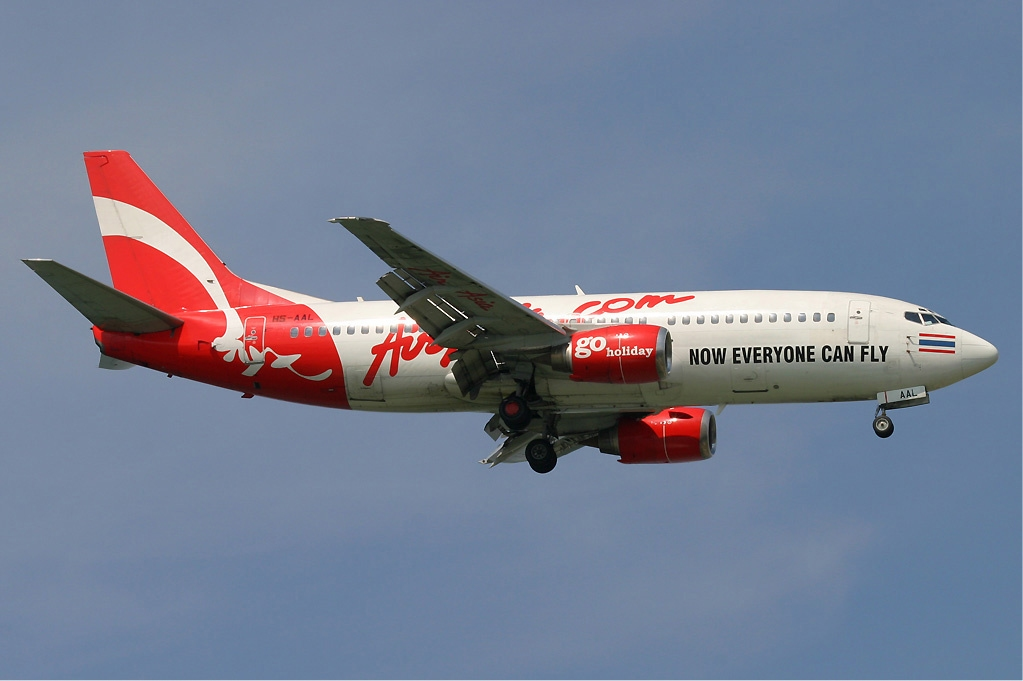
泰亞航波音737-300客機降落在廊曼國際機場（已退役）

截至2021年5月，泰亞航的機隊如下：
泰国亚洲航空已退役14架波音737-300。

## 争议事件
- 2014年12月11日，泰国亚洲航空9101号班机（空客A320飞航）由曼谷廊曼机场飞往南京，途中四名中国乘客与空乘人员发生纠纷，其中一名女乘客甚至将泡好的方便面直接泼向乘务员，随后声称将跳下飞机，导致飞机返航廊曼机场，涉事四人被带到当地警察局接受调查，并被处以罚款。该班机随后重新起飞，并于12月12日凌晨3时10分抵达南京。[23]